# Saison 2018-2019 du Chelsea FC
 (septembre 2023).
Maillots
Chronologie
Saison précédente Saison suivante
La saison 2018-2019 du Chelsea FC est la 27e saison du club en Premier League.

## Transferts
| Nom                         | Nationalité     | Poste          | Transfert            | Période         | Provenance/Destination | Division           |
| --------------------------- | --------------- | -------------- | -------------------- | --------------- | ---------------------- | ------------------ |
| Arrivées                    |                 |                |                      |                 |                        |                    |
| Ian Maatsen                 | Pays-Bas        | Défenseur      | Transfert (110 K€)   | Mercato d'été   | PSV Eindhoven          | Eredivisie         |
| Sam McClelland              | Irlande du Nord | Défenseur      | Montant Inconnu      | Mercato d'été   | Coleraine FC           | NIFL Championship  |
| Pierre Ekwah-Elimby         | France          | Défenseur      | Transfert (2 M€)     | Mercato d'été   | FC Nantes              | Ligue 1            |
| Thierno Ballo               | Autriche        | Milieu         | Transfert (150 K€)   | Mercato d'été   | Viktoria Cologne       | Regionalliga       |
| George Nunn                 | Irlande         | Attaquant      | Transfert (340 K€)   | Mercato d'été   | Crewe Alexandra        | EFL League Two     |
| Jorginho                    | Italie          | Milieu         | Transfert (57 M€)    | Mercato d'été   | SSC Naples             | Serie A            |
| Robert Green                | Angleterre      | Gardien de but | Transfert (Libre)    | Mercato d'été   | Huddersfield Town      | Premier League     |
| Kepa Arrizabalaga           | Espagne         | Gardien de but | Transfert (80 M€)    | Mercato d'été   | Athletic Bilbao        | La Liga            |
| Lucas Bergström             | Finlande        | Gardien de but | Montant Inconnu      | Mercato d'été   | TPS                    | Veikkausliiga      |
| Mateo Kovačić               | Croatie         | Milieu         | Prêt                 | Mercato d'été   | Real Madrid            | La Liga            |
| Josh Brooking               | Angleterre      | Défenseur      | Montant Inconnu      | Mercato d'hiver | Reading FC             | Championship       |
| Christian Pulisic           | États-Unis      | Milieu         | Transfert (64 M€)    | Mercato d'hiver | Borussia Dortmund      | Bundesliga         |
| Gonzalo Higuain             | Argentine       | Attaquant      | Prêt payant (7,8 M€) | Mercato d'hiver | Juventus               | Serie A            |
| Dépenses totales : 211,4 M€ |                 |                |                      |                 |                        |                    |
| Départs                     |                 |                |                      |                 |                        |                    |
| Matej Delač                 | Croatie         | Gardien de but | Transfert (Libre)    | Mercato d'été   | Alliance Club Horsens  | Superligaen        |
| Mitchell Beeney             | Angleterre      | Gardien de but | Transfert (Libre)    | Mercato d'été   | Sligo Rovers           | Airtricity League  |
| Harvey St Clair             | Écosse          | Milieu         | Transfert (Libre)    | Mercato d'été   | Venezia FC             | Serie B            |
| Wallace                     | Brésil          | Défenseur      | Transfert (Libre)    | Mercato d'été   | Figueirense FC         | Brasileiro Série C |
| Isaac Christie-Davies       | Pays de Galles  | Milieu         | Transfert (Libre)    | Mercato d'été   | Liverpool FC           | Premier League     |
| Jonathan Panzo              | Angleterre      | Défenseur      | Transfert (3 M€)     | Mercato d'été   | AS Monaco              | Ligue 1            |
| Jordan Houghton             | Angleterre      | Milieu         | Transfert (Libre)    | Mercato d'été   | Milton Keynes Dons     | EFL League Two     |
| Jérémie Boga                | Côte d'Ivoire   | Milieu         | Transfert (10 M€)    | Mercato d'été   | US Sassuolo            | Serie A            |
| Cole Dasilva                | Pays de Galles  | Défenseur      | Transfert (Libre)    | Mercato d'été   | Brentford              | Championship       |
| Thibaut Courtois            | Belgique        | Gardien de but | Transfert (35 M€)    | Mercato d'été   | Real Madrid            | La Liga            |
| Tushaun Walters             | Angleterre      | Milieu         | Transfert (Libre)    | Mercato d'été   | Greenwich Borough      | Isthmian League    |
| Cesc Fàbregas               | Espagne         | Milieu         | Transfert (9 M€)     | Mercato d'hiver | AS Monaco              | Ligue 1            |
| Charlie Colkett             | Angleterre      | Milieu         | Montant Inconnu      | Mercato d'hiver | Östersunds FK          | Allsvenskan        |
| João Rodriguez              | Colombie        | Attaquant      | Transfert (Libre)    | Mercato d'hiver | Central Córdoba        | Primera B Nacional |
| Charlie Wakefield           | Angleterre      | Défenseur      | Transfert (Libre)    | Mercato d'hiver | Coventry City          | EFL League One     |
| Islam Feruz                 | Écosse          | Attaquant      | Retraite             | Retraite        | Retraite               | Retraite           |
| Recettes totales : 57 M€    |                 |                |                      |                 |                        |                    |

## Nouveaux Contrats
| Nom                 | Nationalité    | Position       | Durée Contrat | Fin Contrat |
| ------------------- | -------------- | -------------- | ------------- | ----------- |
| Ruben Sammut        | Écosse         | Milieu         | 1 ans         | 2019        |
| Reece James         | Angleterre     | Défenseur      | 4 ans         | 2022        |
| Daishawn Redan      | Pays-Bas       | Attaquant      | 3 ans         | 2021        |
| Billy Gilmour       | Angleterre     | Milieu         | 3 ans         | 2021        |
| Nicolas Tie         | Côte d'Ivoire  | Gardien de but | 3 ans         | 2021        |
| Karlo Žiger         | Croatie        | Gardien de but | 3 ans         | 2021        |
| Clinton Mola        | Angleterre     | Milieu         | 2 ans         | 2020        |
| Renedi Masampu      | Angleterre     | Défenseur      | 1 ans         | 2019        |
| Danilo Pantić       | Croatie        | Milieu         | 3 ans         | 2021        |
| Eduardo             | Portugal       | Gardien de but | 1 ans         | 2019        |
| Marcel Lavinier     | Portugal       | Défenseur      | 2 ans         | 2020        |
| Victorien Angban    | Côte d'Ivoire  | Milieu         | 2 ans         | 2020        |
| Pedro               | Espagne        | Milieu         | 2 ans         | 2020        |
| Matt Miazga         | États-Unis     | Défenseur      | 4 ans         | 2022        |
| Fikayo Tomori       | Angleterre     | Défenseur      | 3 ans         | 2021        |
| Ola Aina            | Nigeria        | Défenseur      | 3 ans         | 2021        |
| Ethan Ampadu        | Pays de Galles | Défenseur      | 5 ans         | 2023        |
| Marcel Lewis        | Angleterre     | Milieu         | 3 ans         | 2021        |
| Conor Gallagher     | Angleterre     | Milieu         | 3 ans         | 2021        |
| Marcos Alonso       | Espagne        | Défenseur      | 5 ans         | 2023        |
| Charlie Brown       | Angleterre     | Attaquant      | 3 ans         | 2021        |
| Jamie Cumming       | Angleterre     | Gardien de but | 3 ans         | 2021        |
| Ngolo Kanté         | France         | Milieu         | 5 ans         | 2023        |
| George Nunn         | Côte d'Ivoire  | Attaquant      | 3 ans         | 2021        |
| Tino Anjorin        | Angleterre     | Milieu         | 3 ans         | 2021        |
| César Azpilicueta   | Espagne        | Défenseur      | 4 ans         | 2022        |
| Nathan Baxter       | Angleterre     | Gardien de but | 5 ans         | 2023        |
| Thierno Ballo       | Autriche       | Milieu         | 2 ans         | 2021        |
| Pierre Ekwah-Elimby | France         | Défenseur      | 2 ans         | 2021        |
| Ian Maatsen         | Pays-Bas       | Défenseur      | 2 ans         | 2021        |
| Dynel Simeu         | Angleterre     | Défenseur      | 2 ans         | 2021        |
| David Luiz          | Brésil         | Défenseur      | 2 ans         | 2021        |
| Olivier Giroud      | France         | Attaquant      | 1 ans         | 2020        |
| Willy Caballero     | Argentine      | Gardien de but | 1 ans         | 2020        |

## Maillots

### Maillots joueurs
Le maillot domicile, extérieur et third pour la saison 2018-2019 :
| Domicile | Domicile alt. | Domicile 2019-20 | Extérieur | Extérieur alt. | Third | Third alt. |

| Domicile | Domicile alt. | Domicile 2019-20 | Extérieur | Extérieur alt. | Third | Third alt. |

### Maillots gardiens
| 1re Tenue | 2e Tenue | 3e Tenue |

| 1re Tenue | 2e Tenue | 3e Tenue |

## Encadrement Technique
| Position                        | Staff            |
| ------------------------------- | ---------------- |
| Entraineur                      | Maurizio Sarri   |
| Entraineurs Adjoints            | Gianfranco Zola  |
| Entraineurs Adjoints            | Luca Gotti       |
| Entraineurs Adjoints            | Carlo Cudicini   |
| Entraineurs Adjoints            | Marco Ianni      |
| Entraineurs des Gardiens        | Massimo Nenci    |
| Entraineurs des Gardiens        | Henrique Hilário |
| Préparateurs Physiques          | Paolo Bertelli   |
| Préparateurs Physiques Adjoints | Davide Ranzato   |
| Préparateurs Physiques Adjoints | Davide Losi      |
| Scout                           | Gianni Picchioni |

## Effectif de la saison

### Joueurs prêtés
Le tableau suivant liste les joueurs en prêt pour la saison 2018-2019
| N°    | P. | Nat.                                                  | Nom                | Date de naissance   | Sélection          | Club en prêt             |
| ----- | -- | ----------------------------------------------------- | ------------------ | ------------------- | ------------------ | ------------------------ |
| Ete   |    |                                                       |                    |                     |                    |                          |
| —     | G  | Drapeau de l'Angleterre                               | Nathan Baxter      | 08/11/1998 (26 ans) | –                  | Yeovil Town              |
| —     | G  | Drapeau du Portugal                                   | Eduardo            | 19/09/1982 (42 ans) | Portugal           | Vitesse Arnhem           |
| —     | G  | Drapeau de l'Angleterre                               | Jamal Blackman     | 27/10/1993 (31 ans) | –                  | Leeds United             |
| —     | G  | Drapeau de l'Angleterre                               | Bradley Collins    | 18/02/1997 (28 ans) | –                  | Burton Albion            |
| —     | G  | Drapeau de l'Angleterre                               | Ethan Wady         | 23/01/2002 (23 ans) | –                  | Stevenage FC             |
| —     | D  | Drapeau du Ghana                                      | Baba Rahman        | 02/07/1994 (30 ans) | Ghana              | Schalke 04               |
| —     | D  | Drapeau de l'Angleterre                               | Trevoh Chalobah    | 05/07/1999 (25 ans) | Angleterre U19     | Ipswich Town             |
| —     | D  | Drapeau de l'Angleterre                               | Reece James        | 08/12/1999 (25 ans) | Angleterre -20 ans | Wigan Athletic           |
| —     | D  | Drapeau de l'Angleterre                               | Dujon Sterling     | 24/10/1999 (25 ans) | Angleterre U19     | Coventry City            |
| —     | D  | Drapeau de l'Angleterre                               | Jake Clarke-Salter | 22/09/1997 (27 ans) | Angleterre espoirs | Vitesse Arnhem           |
| —     | D  | Drapeau de l'Angleterre                               | Todd Kane          | 17/09/1993 (31 ans) | Angleterre U19     | Hull City                |
| —     | D  | Drapeau des États-Unis                                | Matt Miazga        | 19/07/1995 (29 ans) | États-Unis         | FC Nantes                |
| —     | D  | Drapeau de l'Angleterre                               | Fikayo Tomori      | 19/12/1997 (27 ans) | Angleterre espoirs | Derby County             |
| —     | D  | Drapeau de l'Angleterre                               | Jay Dasilva        | 22/04/1998 (27 ans) | Angleterre espoirs | Bristol City             |
| —     | D  | Drapeau de la France                                  | Kurt Zouma         | 27/10/1994 (30 ans) | France             | Everton FC               |
| —     | D  | Drapeau du Nigeria                                    | Ola Aina           | 08/10/1996 (28 ans) | Nigeria            | Torino FC                |
| —     | D  | Drapeau du Nigeria                                    | Kenneth Omeruo     | 17/10/1993 (31 ans) | Nigeria            | CD Leganés               |
| —     | D  | Drapeau de la Tchéquie                                | Tomáš Kalas        | 15/05/1993 (31 ans) | Tchéquie           | Bristol City             |
| —     | D  | Drapeau de la Jamaïque                                | Michael Hector     | 19/07/1992 (32 ans) | Jamaïque           | Sheffield Wednesday      |
| —     | D  | Drapeau de l'Angleterre                               | Fankaty Dabo       | 11/10/1995 (29 ans) | Angleterre U20     | Sparta Rotterdam         |
| —     | M  | Drapeau de l'Écosse                                   | Ruben Sammut       | 26/09/1997 (27 ans) | –                  | Falkirk                  |
| —     | M  | Drapeau de l'Angleterre                               | Lewis Baker        | 25/04/1995 (30 ans) | Angleterre espoirs | Reading FC               |
| —     | M  | Drapeau de la Serbie                                  | Danilo Pantić      | 26/10/1996 (28 ans) | Serbie espoirs     | Partizan Belgrade        |
| —     | M  | Drapeau du Brésil                                     | Kenedy             | 08/02/1996 (29 ans) | Brésil U20         | Newcastle United         |
| —     | M  | Drapeau des États-Unis                                | Kyle Scott         | 22/12/1997 (27 ans) | –                  | SC Telstar               |
| —     | M  | Drapeau de l'Angleterre                               | Mason Mount        | 10/01/1999 (26 ans) | Angleterre U19     | Derby County             |
| —     | M  | Drapeau de l'Angleterre                               | Charlie Colkett    | 04/09/1996 (28 ans) | –                  | Shrewsbury Town          |
| —     | M  | Drapeau du Brésil                                     | Nathan             | 13/03/1996 (29 ans) | Brésil U20         | Atlético Mineiro         |
| —     | M  | Drapeau de la Croatie                                 | Mario Pašalić      | 09/02/1995 (30 ans) | Croatie            | Atalanta Bergame         |
| —     | M  | Drapeau de l'Angleterre                               | Jacob Maddox       | 03/11/1998 (26 ans) | Angleterre U20     | Cheltenham Town          |
| —     | M  | Drapeau de la Côte d'Ivoire                           | Victorien Angban   | 29/09/1996 (28 ans) | Côte d'Ivoire      | FC Metz                  |
| —     | M  | Drapeau de l'Angleterre                               | Kasey Palmer       | 09/11/1996 (28 ans) | Angleterre espoirs | Blackburn Rovers         |
| —     | M  | Drapeau de l'Équateur                                 | Josimar Quintero   | 03/02/1997 (28 ans) | Équateur U20       | Lleida Esportiu          |
| —     | M  | Drapeau de la France                                  | Tiémoué Bakayoko   | 17/08/1994 (30 ans) | France             | AC Milan                 |
| —     | M  | Drapeau de la Belgique                                | Kylian Hazard      | 05/08/1995 (29 ans) | –                  | Cercle Bruges            |
| —     | M  | Drapeau de la Belgique                                | Charly Musonda Jr  | 15/10/1996 (28 ans) | Belgique espoirs   | Vitesse Arnhem           |
| —     | A  | Drapeau de la Colombie                                | João Rodriguez     | 12/05/1996 (28 ans) | –                  | CD Tenerife              |
| —     | A  | Drapeau de la Belgique                                | Michy Batshuayi    | 02/10/1993 (31 ans) | Belgique           | Valence CF               |
| —     | A  | Drapeau de l'Angleterre                               | Ike Ugbo           | 21/09/1998 (26 ans) | –                  | Scunthorpe United        |
| —     | A  | Drapeau de l'Angleterre                               | Isaiah Brown       | 07/01/1997 (28 ans) | Angleterre U20     | Leeds United             |
| —     | A  | Drapeau de l'Angleterre                               | Tammy Abraham      | 02/10/1997 (27 ans) | Angleterre         | Aston Villa              |
| Hiver |    |                                                       |                    |                     |                    |                          |
| —     | G  | Drapeau de l'Irlande du Nord (drapeau du Royaume-Uni) | Jared Thompson     | 23/02/1999 (26 ans) | –                  | Warrenpoint Town         |
| —     | G  | Drapeau de la Croatie                                 | Karlo Ziger        | 11/05/2001 (23 ans) | –                  | Sutton United            |
| —     | G  | Drapeau de l'Angleterre                               | Ethan Wady         | 23/01/2002 (23 ans) | –                  | Tooting & Mitcham United |
| —     | D  | Drapeau de l'Angleterre                               | Josh Grant         | 11/10/1998 (26 ans) | –                  | Yeovil Town              |
| —     | D  | Drapeau des États-Unis                                | Matt Miazga        | 19/07/1995 (29 ans) | États-Unis         | Reading FC               |
| —     | D  | Drapeau de l'Angleterre                               | Jack Wakely        | 25/10/2000 (24 ans) | –                  | Basingstoke Town         |
| —     | D  | Drapeau du Ghana                                      | Baba Rahman        | 02/07/1994 (30 ans) | Ghana              | Stade de Reims           |
| —     | M  | Drapeau des États-Unis                                | Christian Pulisic  | 18/09/1998 (26 ans) | États-Unis         | Borussia Dortmund        |
| —     | M  | Drapeau de l'Angleterre                               | Kasey Palmer       | 09/11/1996 (28 ans) | Angleterre espoirs | Bristol City             |
| —     | M  | Drapeau de l'Angleterre                               | Lewis Baker        | 25/04/1995 (30 ans) | –                  | Reading FC               |
| —     | M  | Drapeau du Nigeria                                    | Victor Moses       | 19/07/1995 (29 ans) | Nigeria            | Fenerbahçe SK            |
| —     | M  | Drapeau du Brésil                                     | Lucas Piazón       | 20/01/1994 (31 ans) | –                  | Chievo Vérone            |
| —     | A  | Drapeau de l'Espagne                                  | Álvaro Morata      | 23/10/1992 (32 ans) | Espagne            | Atlético de Madrid       |
| —     | A  | Drapeau de la Belgique                                | Michy Batshuayi    | 02/10/1993 (31 ans) | Belgique           | Crystal Palace           |

## Préparation d'avant-saison

### Match de préparation
Chelsea a joué contre Perth Glory FC en Australie à Perth avant l'International Champions Cup 2018.
Après la saison, Chelsea a joué contre la Revolution de la Nouvelle-Angleterre aux États-Unis.

### International Champions Cup
Chelsea a joué contre l'Inter Milan, l'Arsenal FC puis l'Olympique lyonnais.
| Rang | Équipe              | Pts | J | V | Vt | Dt | D | BP | BC | Diff. |
| ---- | ------------------- | --- | - | - | -- | -- | - | -- | -- | ----- |
| 1    | Tottenham Hotspur   | 7   | 3 | 2 | 0  | 1  | 0 | 7  | 3  | +4    |
| 2    | Borussia Dortmund   | 7   | 3 | 2 | 0  | 1  | 0 | 6  | 3  | +3    |
| 3    | Inter Milan         | 7   | 3 | 2 | 0  | 1  | 0 | 3  | 1  | +2    |
| 4    | Arsenal FC          | 6   | 3 | 1 | 1  | 1  | 0 | 7  | 3  | +4    |
| 5    | Liverpool FC        | 6   | 3 | 2 | 0  | 0  | 1 | 7  | 5  | +2    |
| 6    | Real Madrid         | 6   | 3 | 2 | 0  | 0  | 1 | 6  | 4  | +2    |
| 7    | Juventus FC         | 5   | 3 | 1 | 1  | 0  | 1 | 4  | 4  | 0     |
| 8    | Chelsea FC          | 5   | 3 | 0 | 2  | 1  | 0 | 2  | 2  | 0     |
| 9    | Manchester United   | 5   | 3 | 1 | 1  | 0  | 1 | 4  | 6  | -2    |
| 10   | Olympique lyonnais  | 4   | 3 | 1 | 0  | 1  | 1 | 3  | 3  | 0     |
| 11   | AC Milan            | 4   | 3 | 1 | 0  | 1  | 1 | 2  | 2  | 0     |
| 12   | Bayern Munich       | 3   | 3 | 1 | 0  | 0  | 2 | 5  | 6  | -1    |
| 13   | AS Rome             | 3   | 3 | 1 | 0  | 0  | 2 | 6  | 8  | -2    |
| 14   | Benfica             | 3   | 3 | 0 | 1  | 1  | 1 | 5  | 6  | -1    |
| 15   | Manchester City     | 3   | 3 | 1 | 0  | 0  | 2 | 4  | 5  | -1    |
| 16   | Paris Saint-Germain | 3   | 3 | 1 | 0  | 0  | 2 | 5  | 10 | -5    |
| 17   | Atlético Madrid     | 2   | 3 | 0 | 1  | 0  | 2 | 3  | 5  | -2    |
| 18   | FC Barcelone        | 2   | 3 | 0 | 1  | 0  | 2 | 4  | 7  | -3    |

## Compétitions
| Community Shield                      | Premier League     | EFL Cup                                             | FA Cup                                   | Ligue Europa                        |
| ------------------------------------- | ------------------ | --------------------------------------------------- | ---------------------------------------- | ----------------------------------- |
| Finale contre Manchester City (0 - 2) | 3e place 72 points | Finale contre Manchester City (0 - 0) - (3 - 4) tab | 5e Tour contre Manchester United (0 - 2) | Vainqueur contre Arsenal FC (4 - 1) |
| 0V 0N 1D                              | 21V 9N 8D          | 4V 1N 1D                                            | 2V 0N 1D                                 | 12V 3N 0D                           |
| TOTAL: 39V 13N 11D                    |                    |                                                     |                                          |                                     |

### Community Shield
| Community Shield                       | Chelsea FC | 0 - 2   | Manchester City | Wembley Stadium                                                        |                                                                        |
| Dimanche 5 août 2018 15h00 BST (UTC+1) |            | (0 - 1) | 13e 58e Agüero  | Spectateurs : 72 724 Diffuseur : BeIn Sports Arbitrage : Jonathan Moss | Spectateurs : 72 724 Diffuseur : BeIn Sports Arbitrage : Jonathan Moss |
| Dimanche 5 août 2018 15h00 BST (UTC+1) | Rapport    |         |                 | Spectateurs : 72 724 Diffuseur : BeIn Sports Arbitrage : Jonathan Moss | Spectateurs : 72 724 Diffuseur : BeIn Sports Arbitrage : Jonathan Moss |

### Premier League

#### Classement
| Rang | Équipe                | Pts | J  | G  | N | P  | Bp | Bc | Diff | Qualification ou relégation                                      |
| ---- | --------------------- | --- | -- | -- | - | -- | -- | -- | ---- | ---------------------------------------------------------------- |
| 1    | Manchester City T S L | 98  | 38 | 32 | 2 | 4  | 95 | 23 | +72  | Qualification pour la phase de groupes de la Ligue des champions |
| 2    | Liverpool FC          | 97  | 38 | 30 | 7 | 1  | 89 | 22 | +67  | Qualification pour la phase de groupes de la Ligue des champions |
| 3    | Chelsea FC            | 72  | 38 | 21 | 9 | 8  | 63 | 39 | +24  | Qualification pour la phase de groupes de la Ligue des champions |
| 4    | Tottenham Hotspur     | 71  | 38 | 23 | 2 | 13 | 67 | 39 | +28  | Qualification pour la phase de groupes de la Ligue des champions |
| 5    | Arsenal FC            | 70  | 38 | 21 | 7 | 10 | 73 | 51 | +22  | Qualification pour la phase de groupes de la Ligue Europa        |

#### Évolution du classement et des résultats
| Journée   | 01 | 02 | 03 | 04 | 05  | 06 | 07 | 08 | 09 | 10 | 11 | 12 | 13 | 14 | 15 | 16 | 17 | 18 | 19 | 20 | 21 | 22 | 23 | 24 | 25 | 26 | 27 | 28 | 29 | 30 | 31 | 32 | 33 | 34 | 35 | 36 | 37 | 38 |
| --------- | -- | -- | -- | -- | --- | -- | -- | -- | -- | -- | -- | -- | -- | -- | -- | -- | -- | -- | -- | -- | -- | -- | -- | -- | -- | -- | -- | -- | -- | -- | -- | -- | -- | -- | -- | -- | -- | -- |
| Terrain   | E  | D  | E  | D  | D   | E  | D  | E  | D  | E  | D  | D  | E  | D  | E  | D  | E  | D  | E  | E  | D  | D  | E  | E  | D  | E  | D  | D  | E  | D  | E  | E  | D  | E  | D  | E  | D  | E  |
| Résultats | V  | V  | V  | V  | V   | N  | N  | V  | N  | V  | V  | N  | D  | V  | D  | V  | V  | D  | V  | V  | N  | V  | D  | D  | V  | D  | V  | V  | N  | D  | V  | V  | V  | D  | N  | N  | V  | N  |
| Place     | 2e | 3e | 3e | 2e | 1er | 3e | 3e | 2e | 3e | 3e | 2e | 3e | 4e | 3e | 4e | 4e | 4e | 4e | 4e | 4e | 4e | 4e | 4e | 5e | 4e | 6e | 4e | 5e | 4e | 5e | 5e | 5e | 4e | 5e | 4e | 4e | 3e | 3e |

Mis à jour le : 12 mai 2019.
Source : Premier League

Terrain : D = Domicile ; E = Extérieur. Résultat: D = Défaite ; N = Nul ; V = Victoire.

### EFL Cup
| Tour            | Rencontre         | Rencontre         | Rencontre         | Rencontre       | Div. |
| --------------- | ----------------- | ----------------- | ----------------- | --------------- | ---- |
| 3e Tour         | Liverpool FC      | 1 - 2             | 1 - 2             | Chelsea FC      | PL   |
| 4e Tour         | Chelsea FC        | 2 - 1             | 2 - 1             | Derby County    | D2   |
| Quart de Finale | Chelsea FC        | 1 - 0             | 1 - 0             | AFC Bournemouth | PL   |
| Demi-Finale     | Tottenham Hotspur | 1 - 0             | 2 - 1 (2 - 4) tab | Chelsea FC      | PL   |
| Finale          | Chelsea FC        | 0 - 0 (3 - 4) tab | 0 - 0 (3 - 4) tab | Manchester City | PL   |

### Ligue Europa

#### Phase de Groupes
| Rang | Équipe         | Pts | J | G | N | P | Bp | Bc | Diff |  | Résultats (▼ dom., ► ext.) |     |     |     |     |
| ---- | -------------- | --- | - | - | - | - | -- | -- | ---- |  | -------------------------- | --- | --- | --- | --- |
| 1    | Chelsea FC     | 16  | 6 | 5 | 1 | 0 | 12 | 3  | +9   |  | Chelsea FC                 |     | 3-1 | 1-0 | 4-0 |
| 2    | BATE Borisov   | 9   | 6 | 3 | 0 | 3 | 9  | 9  | 0    |  | BATE Borisov               | 0-1 |     | 2-0 | 1-4 |
| 3    | Vidi FC        | 7   | 6 | 2 | 1 | 3 | 5  | 7  | -2   |  | Vidi FC                    | 2-2 | 0-2 |     | 1-0 |
| 4    | PAOK Salonique | 3   | 6 | 1 | 0 | 5 | 5  | 12 | -7   |  | PAOK Salonique             | 0-1 | 1-3 | 0-2 |     |